# José María Amilibia Matximbarrena
José María Amilibia Matximbarrena (Sant Sebastià, 8 d'octubre de 1900 - Vitòria, 28 d'abril de 1933) fou un polític basc, governador civil d'Àlaba i Biscaia durant la Segona República Espanyola.
Era fill d'Eustasio de Amilibia y Calbetón, VI marquès de la Paz. Tot i així va optar pel republicanisme, igual que els seus germans, entre els quals destaca Miguel Amilibia Matximbarrena (diputat pel PSOE durant la Segona República). Militant d'Acció Republicana, fou candidat de la Conjunció Republicano-Socialista per Guipúscoa a les eleccions generals espanyoles de 1931, però no fou escollit. De desembre de 1931 a octubre de 1932 fou governador civil d'Àlaba, i entre 1932 i 1933 ho fou de Biscaia. Va morir d'un accident d'automòbil.